# Alkalmazási réteg
Az alkalmazási réteg (angolul: application layer) a hétrétegű OSI-modell legfelső rétege. A felső szintű protokollok kezelését, a megjelenítést, a kódolást és a párbeszédek vezérlését végzi el. A TCP/IP protokollkészlet minden alkalmazási vonatkozású feladatot egyetlen rétegbe sűrít, ezzel biztosítja az adatok megfelelő csomagolását, mielőtt azok a következő réteghez kerülnének. A TCP/IP az internet és a szállítási rétegre vonatkozó előírásokat is tartalmazza, ahogy a gyakrabban használt alkalmazásokra vonatkozókat is. A csatorna adategységei a APDU rövidítéssel jelölt Application Protocol Data Unit-ok. A réteg széles körben igényelt szolgáltatásokat tartalmaz. Pl.: fájlok gépek közötti másolása, elektronikus levelezés vagy virtuális terminálok elvén oldják meg az ebben a rétegben felhasznált protokollok által összekötött alkalmazások működését. Az alkalmazási réteg virtuális terminál szoftvereket tartalmaz.

## Protokolljai
- FTP
- TFTP
- HTTP
- IMAP
- NFS
- POP3
- SMTP
- SPDY
- Telnet
- SNMP
- DNS
- DHCP